# Märta Österdahl
Märta Ingeborg Österdahl, ogift Lundqvist, född 20 augusti 1907 i Söderhamn, död 10 juni 1998 i Sankt Matteus församling i Stockholm, var en svensk gallerist. 
Österdahl hade normalskolekompetens och genomgick vävkurs för Edith Rettig. Hon arbetade under 1940-talet på Galleri Samlaren, under 1950-talet på Galleri Welamsson, speciellt med teckningar, under 1960-talet på Libraria med kyrkliga utställningar, textil och silver, bland annat på Umeå museum och Uppsala slott. Hon startade Galleri Telander (tillsammans med Einar Telander) och bedrev senare egen verksamhet under namnets Österdahls. Hon höll bland annat årliga utställningar om lin, konsthantverk och teckningar.
Hon var 1933–1956 gift med löjtnanten Eric Österdahl (1894–1984). Hon är begravd på Lovö kyrkogård tillsammans med en sonson.